# Dehesa de Montejo (kommun)
Dehesa de Montejo är en kommun i Spanien.   Den ligger i provinsen Provincia de Palencia och regionen Kastilien och Leon, i den norra delen av landet, 270 km norr om huvudstaden Madrid. Antalet invånare är 139.